# Сом
Вижте пояснителната страница за други значения на Сом.
Сомът (Silurus glanis), още Европейски сом, е сладководна риба, чието тяло е без люспи. На дължина вероятно достига до 5 m, а на тегло – до 300 kg (тези данни са от стари публикации и не са доказани). Официалният рекорд е 134,97 kg – на сом, уловен в река По, Италия през 2010 г.
Зъбите на сома са остри и завити навътре. Отгоре тялото му е тъмно, а страните и коремът са на петна. На горната челюст има две, а на долната – четири по-къси мустачки. Тези мустачки са осезателните му органи.
Разпространен е в Европа и Азия. В България се среща в Дунав, Струма, Тунджа, Марица, Янтра, Вит и техните притоци. Някои от големите язовири, които обитава сомът, са Въча, Студен кладенец, Кърджали, Ивайловград, Пясъчник, Йовковци, Жребчево, Тича и др. Мъжкият сом прави на дъното гнездо и пази хайвера, снесен от женската. Сомът е хищна риба и се храни с рибки, жаби, раци, насекоми, мекотели и дори по-дребни представители на собствения си вид. По-едрите могат да включат в менюто си дребни бозайници и водоплаващи птици.
Осезанието му е добре развито. Сомът е активен лятно време при по-висока температура на водата. През зимата ляга на дъното и изпада в летаргия. Пробужда се от зимен сън към средата на април и ловува до ноември, като активността му е най-голяма на дълбоко заради по-топлата вода. В средата на лятото може да напада плячката си и по повърхността на водоемите.
Сомът се лови по няколко начина: от брега, от лодка на „влачене“ или от лодка на „кльонк“. Могат да се използват както естествени, така и изкуствени примамки.